# Теректы (Актюбинская область)
Теректы (каз. Теректі, до 199? г — Стоковое) — упразднённое село в Темирском районе Актюбинской области Казахстана. Входит в состав Таскопинского сельского округа. Код КАТО — 155643300. Исключен из учётных данных в 2013 г.

## Население
По данным всесоюзной переписи 1989 года в селе проживало 351 человек, в основном казахи.
В 1999 году население села составляло 113 человек (53 мужчины и 60 женщин). По данным переписи 2009 года, в селе проживали 72 человека (40 мужчин и 32 женщины).